# HBO Films
HBO Films ist eine Tochtergesellschaft von HBO, die Filme und Fernsehserien produziert.

## Das Unternehmen
1983 gründete HBO die Tochtergesellschaft HBO Pictures, die im selben Jahr mit The Terry Fox Story den ersten selbst produzierten Film vorstellte. Dieser war auch der erste speziell für das Bezahlfernsehen gedrehte Film. 1986 wurde mit HBO Showcase eine zweite Tochter gegründet, die sich auf zeitgenössische Filme konzentrierte. 1996 wurde diese in HBO NYC umbenannt. Im Oktober 1999 verschmolz HBO seine beiden Tochtergesellschaften zu HBO Films.
Die Filme von HBO Films werden hauptsächlich im Programm des Mutterkonzerns gezeigt. Allerdings gibt es in den letzten Jahren vermehrt Filme, die für das Kino produziert werden. 2005 wurde zusammen mit New Line Cinema das Joint Venture Picturehouse gegründet, um gemeinsam die Kinofilme besser vermarkten zu können.

## Erfolge
HBO-Films-Produktionen gelten als sehr hochwertig. Bei den Emmys hat sich das Unternehmen eine Dominanz erarbeitet, so dass zwischen 1993 und 2002 – mit Ausnahme des Jahres 2000 – jährlich der Preis für den besten Film an eine HBO Films-Produktion ging. Ebenso konnten Serien wie beispielsweise Band of Brothers einige Trophäen erringen. Auch bei den Golden Globes sind Filme und Serien des Unternehmens sehr erfolgreich. Der Serie Angels in America mit Al Pacino und Meryl Streep wurde 2003 bei beiden Galas jeweils der Preis für die beste Mini-Serie verliehen.
Auch für Kinoproduktionen konnte HBO Films Auszeichnungen gewinnen. Zum Beispiel gewann 2003 der Film Elephant des US-amerikanischen Regisseurs Gus Van Sant in Cannes die Goldene Palme. American Splendor erhielt im selben Jahr den Grand Jury Prize beim Sundance Film Festival.